# Bing翻訳
Bing翻訳 （旧名:Bing Translator、Live Translator、Windows Live Translator）とは、ユーザーの入力したテキストやウェブページを無償で翻訳するマイクロソフトが提供している翻訳サイトである。Bing のサービスの一部で、バックエンドでは マイクロソフトリサーチ の機械翻訳グループが開発した Microsoft Translation を使用している。Twitterの翻訳機能として用いられていたが、2018年、Google翻訳にその座を奪われた。Facebookの翻訳機能としても利用されている。

## 特徴
バイリンガル・パラレルデータ（二言語からなるパラレルなコーパスデータ）を学習データとして用い、統計的にもっとも高い確率と思われる翻訳結果を出力する。
テキストの翻訳とウェブページの翻訳が可能で、翻訳元のテキスト エリアにテキストを入力するとテキストが翻訳され、（http:// の有無は問わない） URL を入力するとウェブ ページが翻訳される。ウェブサイトの翻訳はバイリンガルビューアという原文と翻訳文を分けて平行して表示される。
ウェブ ページの翻訳の場合、4つの表示モードがある。
- 左右に並べて表示
- 上下に並べて表示
- 翻訳元の言語で表示し、ポイントした際に翻訳結果を表示
- 翻訳先の言語で表示し、ポイントした際に翻訳元を表示

Web パーツも公開されており、ウェブサイトに組み込むこともできる。

## 対応言語
テキスト翻訳の場合、デフォルトでは翻訳元は自動認識される。対応言語は翻訳元と翻訳先の両方に対応している。
- アラビア語
- イタリア語
- インドネシア語
- ウェールズ語
- ウクライナ語
- ウルドゥ語
- エストニア語
- オランダ語
- カタロニア語
- ギリシャ語
- クリンゴン語
- ケレタロ州
- スウェーデン語
- スペイン語
- スロバキア語
- スロベニア語
- タイ語
- チェコ語
- デンマーク語
- ドイツ語
- トルコ語
- ノルウェー語
- ハイチ語
- ハンガリー語
- ヒンディー語
- フィンランド語
- フランス語
- ブルガリア語
- ベトナム語
- ヘブライ語
- ペルシャ語
- ポルトガル語
- マルタ語
- マレー語
- ユカテコ語
- ラトビア語
- リトアニア語
- ルーマニア語
- ロシア語
- 英語
- 中国語
- 韓国語
- 日本語
- フモン ダウ語